# Epi Info
Epi Info是由美國疾病控制與預防中心（Centers for Disease Control and Prevention，CDC US）所開發之統計軟體，最常應用於公共衛生領域相關研究。

## 簡介
Epi Info統計軟體已經開發20多年，第一版是"Epi Info 1"是在1985年微軟MS-DOS模式下的軟體，且目前仍舊有支援在Microsoft Windows模式下運作之版本。 
Epi Info這套軟體常被各國第一線公共衛生人員用來做調查取樣、資料登錄與後續統計分析之用。其可進行之統計分析方法包括了t-tests、ANOVA、nonparametric statistics、cross tabulations and stratification with estimates of odds ratios、risk ratios、risk differences、logistic regression(conditional和unconditional、survival analysis（Kaplan Meier和Cox proportional hazard）等。因免費的Epi Info統計軟體已擁有基本且常用的統計分析功能，不必另外花錢去買功能強大但價格昂貴的商用套裝軟體，依其官方網站描述此軟體被翻譯成13種語言，累計來自180多個國家，超過一百萬次的下載。

## 現行版本
Epi Info 3（3.5.1）支援Windows 98, NT 4.0, 2000, XP SP3, Vista作業平台
2013月最新的是7.1.2.0

## 相關軟體
- SAS
- SPSS
- Minitab
- Mathematica
- MAPLE
- OpenEpi